# Bruno Bauer

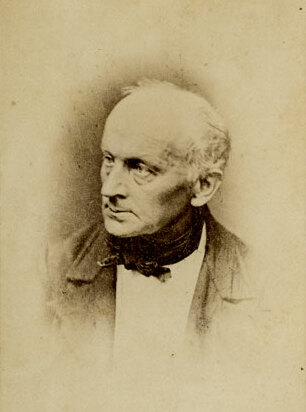
Fotografie von Bruno Bauer, circa 1870

Bruno Bauer (* 6. September 1809 in Eisenberg, Herzogtum Sachsen-Altenburg; † 13. April 1882 in Rixdorf bei Berlin) war ein deutscher Theologe, Bibelkritiker, Philosoph und Historiker.

## Leben und Werk

### Studium und erste Wirksamkeit
Bruno Bauer war Sohn des Porzellanmalers Friedrich Wilhelm Bauer († 1853) und dessen Ehefrau Caroline Wilhelmine. Seine Brüder waren Egbert Bauer (* 1809; † nach 1886) und der Schriftsteller Edgar Bauer. Er besuchte das Berliner Friedrich-Wilhelms-Gymnasium und studierte an der Berliner Universität Evangelische Theologie beim Hegelianer Philipp Konrad Marheineke und bei Ernst Wilhelm Hengstenberg. Er promovierte und habilitierte sich im März 1834.
Bauer begann seine publizistische Laufbahn 1835, als er die spekulative Theologie gegen die historisch-kritische Evangelienkritik von David Friedrich Strauß verteidigte. Als Vertreter des Rechtshegelianismus wurde ihm die Herausgabe der zweiten, gegenüber der ersten Ausgabe Marheinekes völlig veränderten Auflage von Hegels Religionsphilosophie übertragen.

### Evangelienkritik
Wenige Jahre später wandelte er selbst sich zum Evangelienkritiker und vertrat die Auffassung, dass sich keine historische Person Jesus von Nazaret nachweisen lasse. In der Kritik der evangelischen Geschichte des Johannes und der Kritik der evangelischen Geschichte der Synoptiker entwickelte er seine Thesen zum literarischen Ursprung der Evangelien. Diese seien freie Produktionen eines religiösen Selbstbewusstseins mit keiner oder nur geringer historischer Basis.
Vor allem seine Teilnahme an der oppositionellen Welcker-Serenade hatte zur Folge, dass ihm die venia legendi für Theologie auf Lebenszeit entzogen wurde. Auf diese Maßnahme bezieht sich seine Schrift Die gute Sache der Freiheit und meine eigne Angelegenheit (1842). Die von ihm zuvor an der Universität Bonn geförderte Habilitation seines Freundes Karl Marx scheiterte mit seiner eigenen akademischen Laufbahn.

### Bauer als Religionskritiker

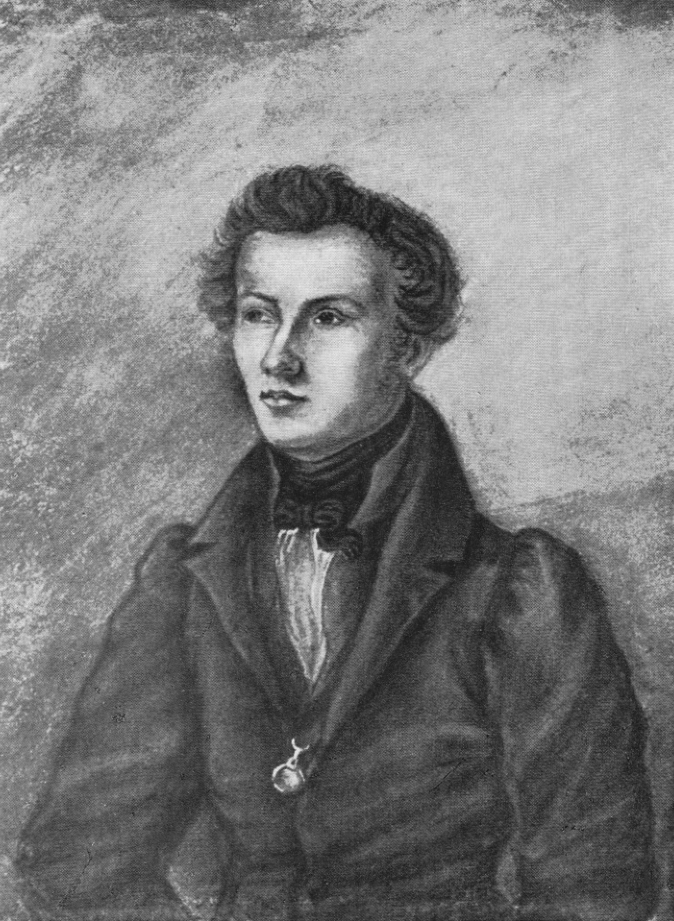
Porträt Bruno Bauers

Anfang der 1840er Jahre wurde Bruno Bauer neben Ludwig Feuerbach zum führenden Kopf des Linkshegelianismus. Diese beiden von der Universität relegierten Ex-Theologen konkurrierten darin, in Deutschland erstmals eine atheistische Philosophie zu begründen. Während der anthropologisch eher sensualistisch orientierte Feuerbach sich dabei mehr auf die deutsche Tradition stützte, zog Bauer den französischen Materialismus, namentlich die Arbeiten Holbachs, heran. Bauer stellte seine Sichtweise im Buch Das entdeckte Christentum (1843) dar. Es kam nur den engeren Freunden zur Kenntnis, weil es von den Zensurbehörden sofort konfisziert wurde. Es galt bis 1927 als verschollen. Zu den wenigen, die es damals kannten, gehörte Max Stirner, der es in Der Einzige und sein Eigentum kritisierte.
Im Dezember 1843 gründete Bauer mit seinem Bruder, dem Verleger und späteren Rixdorfer Gemüsegärtner Egbert Bauer, in Charlottenburg eine Allgemeine Literaturzeitung. Die letzte Ausgabe dieser Monatsschrift erschien im Oktober 1844. Auch sein jüngerer Bruder Edgar Bauer veröffentlichte dort. Hier entwickelte er in mehreren Artikeln seine Theorie der Reinen Kritik. Karl Marx verspottete sie in seiner Polemik Die heilige Familie (März 1845), an der sein Mitautor Friedrich Engels nur in geringem Maß beteiligt war, als „Kritische Kritik“. Bereits 1843/1844 kam es, nicht zuletzt wegen der Marxschen Kritik an seiner Selbstbewusstseinsphilosophie, zum Bruch mit den linkshegelianischen Weggenossen. Bauer wandte sich der Geschichtsschreibung und der Politik zu.

### Hinwendung zu konservativen und antisemitischen Positionen
Nach der Märzrevolution 1848 und der auf sie folgenden Restauration passte sich Bruno Bauer, wie viele radikale Denker und Literaten des Vormärz, den neuen politischen Verhältnissen an. Zwar konnte er nicht wieder in den Staatsdienst eintreten; aber er wurde ein wichtiger Mitarbeiter der konservativen preußischen Kreuzzeitung Hermann Wageners und schrieb anonym zahlreiche Artikel für dessen 23-bändiges Staats- und Gesellschaftslexicon. In diesen Artikeln, insbesondere im Aufsatz Das Judentum in der Fremde, verband Bauer Polemiken der verschiedensten judenfeindlichen Strömungen seiner Zeit zu einem wahren „Kompendium der Judenfeindschaft“ (Hans Engelmann). Bauer hatte bereits 1843 seine antijüdische Schrift Die Judenfrage und Die Fähigkeit der heutigen Juden und Christen, frei zu werden veröffentlicht, auf die Karl Marx seine bekannte Replik Zur Judenfrage verfasste. Sein letzter Verleger war Ernst Schmeitzner, Mitgründer der Allgemeinen Vereinigung zur Bekämpfung des Judenthums, der auch Bauers Nachlasstexte und eine erste Biographie von Eduard Schläger im Vereinsorgan abdruckte.

### Bauers Verhältnis zur Tübinger Schule und seine Überzeugung über die Anfänge des Christentums

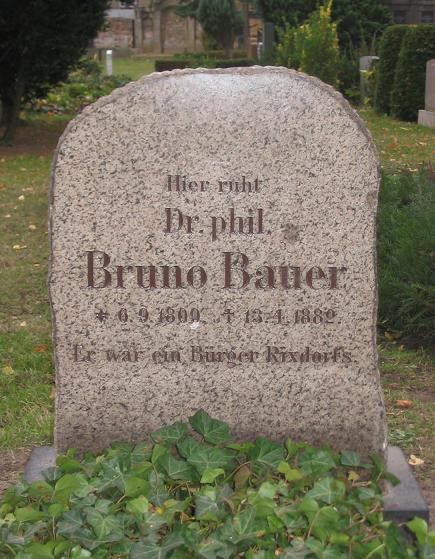
Ehrengrab von Bruno Bauer

Der Tübinger Schule stand Bauer fremd gegenüber und hielt im Gegensatz zu ihr auch die Paulusbriefe für nicht authentisch. Im Gegensatz zu David Friedrich Strauß, dem Verfasser des Leben Jesu, verlegte er die Anfänge des Christentums allein in das mit stoischer und alexandrinischer Philosophie gesättigte Bewusstsein der römischen Kaiserzeit und machte namentlich Seneca und Philon von Alexandria dafür verantwortlich. Unter Ignorierung von schriftlichen Erwähnungen auch römisch-heidnischer Historiker schrieb Bauer die Entstehung des Christentums primär den Schriften Philons zu. Römische Historiker, etwa Sueton, seien zwar nicht Zeitzeugen der Ereignisse um Jesus gewesen, hätten aber nur etwas später gelebt. Gleichwohl spreche alle Logik dafür, dass sie mündliche Überlieferungen römischer (und nicht etwa christlicher) Zeitzeugen verwendeten, was ein objektiveres Bild ergebe.
Bruno Bauer wurde auf dem Neuen Jacobi-Friedhof in Rixdorf bei Berlin (später in Neukölln umbenannt) bestattet. Sein Grab ist als Ehrengrab der Stadt Berlin ausgewiesen.

## Schriften (Auswahl)
- Die evangelische Landeskirche Preußens und die Wissenschaft. 1840.
- Kritik der evangelischen Geschichte des Johannes. Schünemann, Bremen 1840 Digitalisat.
- Kritik der evangelischen Geschichte der Synoptiker Leipzig 1841–1842, 3 Bände.
- Die Posaune des Jüngsten Gerichts über Hegel den Atheisten und Antichristen. Ein Ultimatum Leipzig 1841 – Digitalisat.
- Hegels Lehre von der Religion und Kunst von dem Standpuncte des Glaubens beurtheilt. Otto Wigand, Leipzig 1842 Digitalisat.
- Die gute Sache der Freiheit und meine eigne Angelegenheit. Verlag des literarischen Comptoirs, Zürich und Winterthur 1842 Digitalisat.
- Das entdeckte und das unentdeckte Christenthum in Zürich und ein Traum. Eine Bagatelle. Auszüge aus der in Zürich confiscierten Bauer’schen Schrift enthaltend und dem christlichen Dr. Bluntschli gewidmet vom Antichrist. Druck und Verlag von Jenni, Sohn, Bern 1843.
- Die Judenfrage. Friedrich Otto, Braunschweig 1843 Digitalisat.
- Geschichte der Politik, Cultur und Aufklärung des achtzehnten Jahrhunderts. 2 Bände, Verlag von Egbert Bauer, Charlottenburg 1843–1845.
- Allgemeine Litteraturzeitung, Verlag von Egbert Bauer, Charlottenburg, (Dez. 1843 – Okt. 1844) Streit der Kritik mit den modernen Gegensätzen. Mit Beiträgen von Bruno Bauer, Edgar Bauer, Ernst Jungnitz, Szelige u. a. Enthält: allgemeine Literatur – Zeitung. Monatsschrift. Herausgegeben von Bruno Bauer. Jahrgang 1843/44 Heft 1 – 12 Digitalisat.
- Briefwechsel zwischen Bruno Bauer und Edgar Bauer während der Jahre 1839–1842. Egbert Bauer, Charlottenburg 1844 Digitalisat.
- Egbert Bauer, Bruno Bauer: Charlottenburger Demokratenjagd. Schreckenscenen in Charlottenburg oder die Abschlachtung der Demokraten am Sonntag den 20. August. Ferdinand Reichardt & Co., Berlin 1849.
- Die bürgerliche Revolution in Deutschland seit dem Anfang der deutsch-katholischen Bewegung bis zur Gegenwart (Berlin 1849) – Digitalisat.
- Die Aufklärungen der Nationalzeitung über Bruno Bauer. Egbert Bauer, Charlottenburg 1853.[6]
- Der Untergang des Frankfurter Parlaments. Geschichte der deutschen constituirenden Nationalversammlung. Friedrich Gerhard, Berlin 1849 Digitalisat.
- Kritik der Evangelien und Geschichte ihres Ursprungs Berlin 1850–1852, 4 Bände (Digitalisat, Band 2, Digitalisat, Band 3).
- Kritik der paulinischen Briefe  Berlin 1850–1852.
- Russland und das Germanenthum. 2 Bände, Egbert Bauer, Charlottenburg 1853 Band 1 Digitalisat Band 2 Digitalisat.
- Rußland und England. Egbert Bauer, Charlottenburg 1854 Digitalisat.
- Aberdeen. Egbert Bauer, Charlottenburg 1854 Digitalisat.
- Das Judenthum in der Fremde. F. Heinicke, Berlin 1863 Digitalisat.
- Philo, Strauß, Renan und das Urchristentum. Hempel, Berlin 1874.
- Christus und die Cäsaren. Der Ursprung des Christentums aus dem römischen Griechentum. Grosser, Berlin 1877.
- Das Urevangelium und die Gegner der Schrift „Christus und die Cäsaren“. Grosser, Berlin 1880.
- Einfluß des englischen Quäkertums auf die deutsche Kultur und auf das englisch-russische Projekt einer Weltkirche. Berlin 1878.
- Zur Orientierung über die Bismarcksche Ära. Schmeitzner, Chemnitz 1880.
- Disraelis romantischer und Bismarcks sozialistischer Imperialismus. Schmeitzner, Chemnitz 1882.
- Ernst Barnikol (Hrsg.): Das entdeckte Christentum im Vormärz. Bruno Bauers Kampf gegen Religion und Christentum und Erstausgabe seiner Kampfschrift. Diederichs, Jena 1927.
- Richard Laufner, Karl-Ludwig König: Bruno Bauer, Karl Marx und Trier. Ein unbekannter Brief von Bruno Bauer an Karl Marx und radikale Vormärzliteratur in der Stadtbibliothek Trier (= Schriften aus dem Karl-Marx-Haus. Heft 20). Trier 1978.

Neuere Ausgaben:
- Feldzüge der reinen Kritik. Hrsg. und Nachwort von Hans-Martin Sass, Suhrkamp, Frankfurt am Main 1968, enthält neun Artikel Bruno Bauers aus seiner Periode der „Reinen Kritik“ sowie Kommentar und Literaturhinweise.
- Heinz Pepperle, Ingrid Pepperle (Hrsg.): Die Hegelische Linke. Philipp Reclam jun., Leipzig 1985, enthält unter anderem Die Posaune des jüngsten Gerichts und sechs weitere Arbeiten Bauers sowie seine Briefe an Karl Marx und Arnold Ruge.